# Xylotrechus lepesmei
Xylotrechus lepesmei là một loài bọ cánh cứng trong họ Cerambycidae.